# Milutince
Milutince (macedónul: Милутинце) település Észak-Macedóniában, a Északkeleti körzetben, Rankovce községben.

## Népesség
| Lakosok száma | 469  | 507  | 444  | 381  | 278  | 138  | 133  | 72   | 15   |
|               | 1948 | 1953 | 1961 | 1971 | 1981 | 1991 | 1994 | 2002 | 2021 |

- 2002-ben 72 lakosa volt, akik közül 69 macedón és 3 szerb.